# Holzfachwerkbrücke Lörrach
Die Holzfachwerkbrücke Lörrach ist eine gedeckte Brücke für den Geh- und Radverkehr im baden-württembergischen Lörrach. Die Holzbrücke in Fachwerkbauweise überspannt mit rund 85 Metern den Fluss Wiese sowie die Bundesstraße 317 und verbindet den Wiesentalradweg mit dem weitläufigen Grüttpark. Von insgesamt 29 Holzbrücken im Regierungspräsidium Freiburg (Stand: 2018) ist die in Lörrach die größte.

## Geschichte

### Erste Brücke
Die ursprüngliche Holzbrücke wurde 1983 im Rahmen der Landesgartenschau 1983 im südbadischen Lörrach als Zuwegung zwischen dem Ortsteil Haagen zum Gartenschaugelände Grütt errichtet. Sie stellt auch gleichzeitig die einzige westliche Wegverbindung zum langgezogenen Landschaftspark dar, dessen westliche Begrenzung parallel zur Bundesstraße 317 verläuft. Die Fuß- und Radwegbrücke war damals ohne weiteren seitlichen Witterungsschutz konzipiert. Aufgrund der exponierten Lage der Brücke war sie einem starken Verwitterungsprozess ausgesetzt und erlitt einen umfangreichen Schaden am Haupttragewerk. Aus diesem Grund war die Stadt bereits seit 2012 im Gespräch mit dem Regierungspräsidium Freiburg. Da die Brücke über eine Bundesstraße führt, ist der Bund Eigner des Bauwerks. Schon damals zeichnete sich ab, dass eine Reparatur nicht nur kostenintensiv gewesen wäre, sondern auch die Nutzungsdauer im Verhältnis zu den Sanierungskosten zu hoch ausgefallen wären. Es zeichnete sich ein Neubau ab, der zunächst bis Frühjahr 2013 hätte erfolgen sollen.

### Neubau
Die neue Brücke lehnt sich gestalterisch an ihren Vorgänger an. Die tatsächliche Erneuerung der Brücke zog sich nach zweijähriger Planungs- und Bauzeit bis September 2016 hin. Sie wurde in sieben Einzelteilen – jedes bis zu 15 Tonnen schwer – angeliefert und mittels eines Autokrans zusammengesetzt. Die offizielle Verkehrsfreigabe erfolgte am 20. September 2016. Im Zuge der Gewährleistung waren im Sommer 2021 kleinere Instandhaltungs- und Erhaltungsmaßnahmen notwendig geworden. Zu diesem Zweck war die Bundesstraße in diesem Abschnitt vom 6. Juli bis 8. Juli 2021 gesperrt.
Ende August 2023 begannen mehrwöchige Arbeiten zur Umgestaltung des Einmündebereichs in die westliche Rampe der Holzbrücke. Dabei wird der Radweg insbesondere verbreitert, die Beleuchtung angepasst und Markierungen angebracht. Die Maßnahmen sollen die Sicherheit des Radverkehrs vergrößern.

## Beschreibung
Die überdachte Holzbrücke überspannt den Fluss Wiese und die an dieser Stelle stark befahrene B 317 und verbindet den Wiesentalradweg mit dem Grüttpark. Die Brücke stellt die einzige nördliche Verbindung zum Parkgelände dar und ist damit eine wichtige Verbindung der nördlichen Radwegeverbindungen in Lörrach.
Zwischen Fluss und Straße hat die dreifeldrige Brücke einen Auflagerbock und überspannt in einem leichten Bogen insgesamt 85,1 Meter. Ihre Feldweiten betragen 23,80 Meter – 3,50 Meter und 57,80 Meter. Die Brücke weist eine Gesamtbreite von 5,50 Metern, eine Durchgangshöhe von 2,85 Metern und eine Gesamthöhe von knapp 5,18 Metern auf. Das Pfettendach weist einen Dachüberstand von 95 Zentimetern auf. Verglichen mit der ersten Brücke (70 Zentimeter), wurde der Überstand vergrößert, um die Brücke besser vor Witterungseinfluss zu schützen. Seitlich weist die Brücke schräg angebrachte Lamellen auf der Unterkonstruktion aus Lärchenholz aus. Den oberen Abschluss der Unterkonstruktion bildet ein Brüstungsbrett, das ebenfalls aus Lärchenholz besteht. Für die Brücke wurden 30 Tonnen Baustahl, 1,5 Tonnen bewehrter Stahl, 146 Kubikmeter Holz sowie ein Betonvolumen von 2,5 Kubikmeter verwendet.
Neben der Beanspruchung durch das Eigengewicht, Schnee, Wind und Verkehrslast war bei der statischen Berechnung auch die Erdbebensicherheit zu berücksichtigen.